# Begraafplaats van Saint-André-lez-Lille
De Begraafplaats van Saint-André-lez-Lille is een gemeentelijke begraafplaats in de Franse gemeente Saint-André-lez-Lille in het Noorderdepartement. De begraafplaats ligt in het noorden van de gemeente langs de spoorlijn Rijsel-Komen.
Tijdens de Eerste Wereldoorlog lag de plaats in Duits gebied en werd de begraafplaats door Duitse hospitalen gebruikt. Op het eind van de oorlog gebruikten ook Britse veldhospitalen de begraafplaats.

## Britse oorlogsgraven
Centraal op de begraafplaats bevindt zich een Britse militaire perk. Het perk heeft een langwerpig grondplan van 478 m² met op het uiteinde het Cross of Sacrifice. Er liggen meer dan 150 gesneuvelden uit de Eerste Wereldoorlog en meer dan 20 uit de Tweede Wereldoorlog. Van de graven zijn er 178 geïdentificeerd, waarvan 158 uit de Eerste Wereldoorlog. Enkele van de graven zijn gesneuvelden uit het Chinese Labour Corps. Het perk wordt onderhouden door de Commonwealth War Graves Commission. In de CWGC-registers staat de begraafplaats als St. Andre Communal Cemetery.